# 半魚人の逆襲
『半魚人の逆襲』（はんぎょじんのぎゃくしゅう、原題：Revenge of the Creature）は、1955年に公開されたアメリカ合衆国のSFホラー映画。前年に公開された『大アマゾンの半魚人』の続編。1955年に公開された中で唯一の3D映画。ジャック・アーノルドが監督を務め、ジョン・エイガーとロリ・ネルソンが主演を務めた。また、クリント・イーストウッドの俳優デビュー作でもある。
1955年3月23日にデンバーでプレミア上映が行われ、1956年には続編『半魚人我らの中を往く』が公開された。

## あらすじ
オーシャン・ハーバー海洋研究所のヘイズは半魚人ギルマンを捕獲するためにアマゾン奥地を訪れ、水上で爆発を起こして気絶したギルマンを捕獲する。ヘイズはギルマンを研究所に移送し、新聞記者からニュースを聞かされた動物心理学者ファーガソン教授は研究所があるフロリダ州に向かう。ヘイズは気絶したギルマンを目覚めさせて水槽に入れ、一般公開して一儲けしようと計画する。観客に公開される合間、ファーガソンは研究所の学生ヘレンと共にギルマンを使った研究を行い、次第に惹かれ合うようになる。一方、ギルマンもヘレンに好意を抱くようになり、危険を感じたファーガソンは彼女をギルマンから引き離す。逆上したギルマンは鎖を引き千切り水槽から脱走し、それに気付いたヘイズは殺される。研究所を脱走したギルマンは海に逃げ込み、警察や海軍が捜索を始める。
逃亡したギルマンはヘレンを狙い周囲に出没し、ファーガソンとパーティーに来ていた彼女を連れ去ってしまう。ファーガソンはギルマンを追うが海に逃げられ、合流した警察と共にギルマンを捜索する。海岸に現れたギルマンは出くわした人間を殺しながら逃亡を続け、ファーガソンは警察や街の人々と共にギルマンを発見する。ヘレンはファーガソンに助け出され、警察や街の人々はギルマンに発砲する。ギルマンは海中に逃げ込むが、銃撃されて重傷を負ったギルマンは海の底に沈んでいく。

## キャスト
- クリート・ファーガソン教授 - ジョン・エイガー
- ヘレン・ドブソン - ロリ・ネルソン、ジンジャー・スタンリー（英語版）（水中スタント）
- ジョー・ヘイズ - ジョン・ブロムフィールド（英語版）
- ルーカス - ネストール・ペイヴァ（英語版）
- ジャクソン・フォスター - グランドン・ローデス（英語版）
- ルー・ギブソン - デイブ・ウィルロック（英語版）
- ジョージ・ジョンソン - ロバート・B・ウィリアムズ（英語版）
- 警察署長 - チャールズ・クレイン
- チャーリー - ロバート・F・ホーイ
- ピーター - ブレット・ハルゼー（英語版）
- ジェニングス - クリント・イーストウッド
- ギルマン - リコウ・ブラウニング（英語版）（水中）、トム・ヘネシー（英語版）（陸上・水上）

## 製作
映画の舞台となるオーシャン・ハーバー海洋研究所のシーンはフロリダ水族館で撮影され、アマゾンのシーンはフロリダ州のセント・ジョーンズ川で撮影された。ギルマンがヘレンを連れ去るロブスター・レストランのシーンはジャクソンビルで撮影され、建物は1962年に火事で焼失している。また、映画にはクリートの助手ジェニングス役としてクリント・イーストウッドが俳優デビューしている。

## 評価
ニューヨーク・タイムズは四流の続編映画と酷評した。「恐らく世界で最も珍しい水族館は、本物の絵のような美しさです」と、設定を含むいくつかの興味深いシークエンスを紹介した以外は、否定的な批評だった。

## テレビ放送
1982年にサンフランシスコ湾地域で赤青メガネを使用した3D立体映像形式で放送された。それは元々劇場上映の際に用いられた形式であり、灰色の偏光メガネを通して見られるものだった。その後は、3Dではない「フラット」バージョンも放送された。